# 托尼·汉考克
安东尼·约翰·汉考克（ Anthony John Hancock，1924年5月12日—1968年6月25日）是一位英国喜剧演员。1968年6月25日，托尼·汉考克在悉尼貝爾維尤山因藥物過量而去世，时年44岁。 他的尸體被發現時身上有一个空伏特加酒瓶以及散落的异戊巴比妥片。